# Stazione di Lavis
Stazione di Lavis vasútállomás Olaszországban, Trentino-Alto Adige régióban, Lavis településen.

## Vasútvonalak
Az állomást az alábbi vasútvonalak érintik:
- Brenner-vasútvonal

## Kapcsolódó állomások
A vasútállomáshoz az alábbi állomások vannak a legközelebb: 
- Stazione di Mezzocorona
- Stazione di Trento
- Trento Roncafort railway station